# Монорим
Монори́м (также — монорифма. фр. monorime — однорифменный, от греч. μόνος и греч. ῥυθμός) — стихотворение или часть его, использующее одну рифму (или с «однозвучной рифмовкой» по определению А. П. Квятковского). Монорим был широко употребителен в поэзии средневекового Востока (используется в некоторых твёрдых формах восточной поэзии, например, газелле) и в ряде европейских средневековых поэтических традиций (например, в валлийской). Сравнительно краткие моноримы встречаются в народной поэзии, в том числе в русской. Как указывает М. Л. Гаспаров, монорим был наиболее ранним способом регулярного употребления рифмы, а затем, с появлением более сложных схем, «моноримы стали редкостью, и употребление их обычно мотивировалось содержанием стихов». В русской литературной традиции моноримы писали Александр Сумароков, Афанасий Фет, Алексей Апухтин, Фёдор Сологуб, Николай Асеев, Владимир Высоцкий и другие. Нередко используется в сатирической, иронической, юмористической поэзии.

## Примеры монорима
Стихотворение Фридриха Рюккерта в переводе Афанасия Фета:
* * *И улыбки и угрозы

Мне твои — все образ розы;

Улыбнёшься ли сквозь слёзы,

Ранний цвет я вижу розы,

А пойдут твои угрозы,

Вспомню розы я занозы;

И улыбки и угрозы

Мне твои — все образ розы.
пер. 1865
Моноримичный фрагмент из поэмы для детей «Телефон» Корнея Чуковского:
А недавно две газели

Позвонили и запели:

— Неужели, в самом деле,

Все сгорели карусели?..
Пример из русской народной поэзии:
Как на тоненький ледок

Выпадал белый снежок,

Выпадал белый снежок,

Ехал Ванюшка дружок.